# KuaFu
Das Kuafu-Programm (chinesisch 夸父計劃 / 夸父计划, Pinyin Kuāfù Jìhuà) ist ein Programm der Chinesischen Akademie der Wissenschaften zur Erforschung der Sonne und ihrer Wechselwirkung mit der Erde. Der erste Satellit des Programms, Kuafu 1, wurde am 8. Oktober 2022 in einer sonnensynchronen Umlaufbahn von 720 km Höhe um die Erde platziert.

## Geschichte
2003 schlugen Wissenschaftler der Universität Peking vor, am Lagrange-Punkt L1 des Sonne-Erde-Systems ein Sonnenwind-Observatorium zu positionieren. Etwa zur gleichen Zeit schlug ein Wissenschaftler der University of Calgary in Kanada vor, zwei Satelliten in einer hochelliptischen Umlaufbahn um die Erde zu platzieren, die ohne Unterbrechung die Korona der Sonne beobachten konnten. Die Canadian Space Agency führte die beiden Projekte zur ersten Version des Kuafu-Programms zusammen, später beteiligte sich auch die ESA. Die Federführung bei dem Projekt hatte die Chinesische Akademie der Wissenschaften, der Name leitet sich von der Legende „Kuafu verfolgt die Sonne“ ab, wo ein Riese versucht, die Sonne einzuholen. Nachdem sich zuerst Kanada und dann auch die ESA zurückgezogen hatten, wurde das Projekt 2014 von der Akademie der Wissenschaften zunächst eingestellt.
2021 wurde das Kuafu-Programm zur Sonnenforschung jedoch wieder aufgegriffen, nun ohne ausländische Partner. Bereits damals war beabsichtigt, als ersten Schritt im Programm das seit 2017 in Entwicklung befindliche Advanced Space-based Solar Observatory (ASO-S) in einer sonnensynchronen Bahn um die Erde zu platzieren.
Die Arbeit an der detaillierten Machbarkeitsstudie für den seit 2011 angedachten Satelliten hatte im Januar 2014, mehr oder weniger zeitgleich mit der Einstellung der ersten Version des Kuafu-Programms begonnen.
Nach seinem Start am 8. Oktober 2022 wurde ASO-S in „Kuafu 1“ (夸父一号) umbenannt.

## Kuafu 1
Man geht davon aus, dass die den Funkverkehr auf der Erde, vor allem aber auch im Weltall störenden Sonneneruptionen und koronalen Massenauswürfe durch Schwankungen im Magnetfeld der Sonne verursacht werden. Die dahinterstehenden Mechanismen sind jedoch noch nicht ausreichend erforscht, um zum Beispiel anhand von sich anbahnenden Energieansammlungen einen koronalen Massenauswurf vorhersagen und Satelliten gegebenenfalls in einen Ruhemodus versetzen zu können. Daher wurde Kuafu 1 mit folgenden Instrumenten ausgestattet:
- Vektor-Magnetograf zur Beobachtung des Magnetfelds der Sonne
- Röntgenteleskop zur Beobachtung von Sonneneruptionen
- Lyman-α-Teleskop zur Beobachtung von koronalen Massenauswürfen

Da Kuafu 1 in sicherer Entfernung von der Sonne um die Erde kreist – durch den gewählten Orbit liefert er über 96 % des Jahres Daten – war es nicht nötig, ihn mit einem besonderen Hitzeschutz zu versehen, und er kann die Sonne direkt beobachten.
Durch den Start im Oktober 2022 ist es dank der Mindestlebensdauer des Satelliten von vier Jahren möglich, die Steigerung der Sonnenfleckenaktivität von einer Phase relativer Ruhe bis zum erwarteten Maximum des elfjährigen Zyklus 2024/2025 kontinuierlich zu beobachten.

## Weitere Sonden
Seit der Wiederaufnahme des Kuafu-Programms denkt man außerdem über folgende Raumflugkörper nach: 
- Xihe 2 soll 2026 am Lagrange-Punkt L5 des Erde-Sonne-Systems positioniert werden, der Erde also auf ihrer Umlaufbahn in einem Winkelabstand von 60° folgen, und dreidimensionale Bilder der Sonne aufnehmen.[7]
- Eine Sonde soll in einem sehr weiten, zur Ekliptik geneigten Orbit um die Erde kreisen, dessen nördlicher Endpunkt über dem Nordpol der Sonne liegt, um die Ursache für die regelmäßige Umpolung des Magnetfelds der Sonne zu ergründen.[8]
- Eine Sonde soll in einem stark elliptischen Orbit um die Sonne kreisen, dessen Perihel sehr nahe an der Sonne liegt, um Fragen zur erhöhten Temperatur der Sonnenkorona zu klären.[9][10]